# Trauerbambus
Trauerbambus (Otatea) ist eine Bambus-Gattung der Untertribus Guaduinae innerhalb der Familie der Süßgräser (Poaceae). Der Name Otatea stammt von Otate, der Bezeichnung für Bambus auf Nahuatl (Aztekisch).

## Beschreibung und Verwendung
Otatea-Arten wachsen als lockere, mehrjährige Horste. Sie bilden kurze Rhizome. Die verholzenden Halme erreichen Wuchshöhen von 0,2 bis 1 Meter (Otatea acuminata ssp. aztecorum 'Dwarf') bis zu 6 Metern (z. B. Otatea glauca 'Mayan Silver') und Durchmesser unter 4 mm. Die Halme sind selten hohl; die Halmscheiden sind bräunlich und rau und lösen sich mit der Zeit ab. Die Arten bevorzugen sonnige Standorte und vertragen Temperaturen bis knapp am Gefrierpunkt. Die Trauerbambus-Arten können durch Teilung oder Halm-Stecklinge vermehrt werden. Sie bilden Ähren.

## Taxonomie
Die Gattung Otatea wurde 1973 als Untergattung Yushania subgen. Otatea von Floyd Alonzo McClure & Elmer William Smith in Smithsonian Contributions to Botany Band 9, Seite 116 erstbeschrieben. Die Untergattung wurde 1980 durch Cleofé Elsa Calderón und Thomas Robert Soderstrom in Smithsonian Contributions to Botany, Band 44, Seite 21 zur Gattung Otatea (McClure & E.W.Sm.) C.E.Calderón & Soderstr. erhoben.

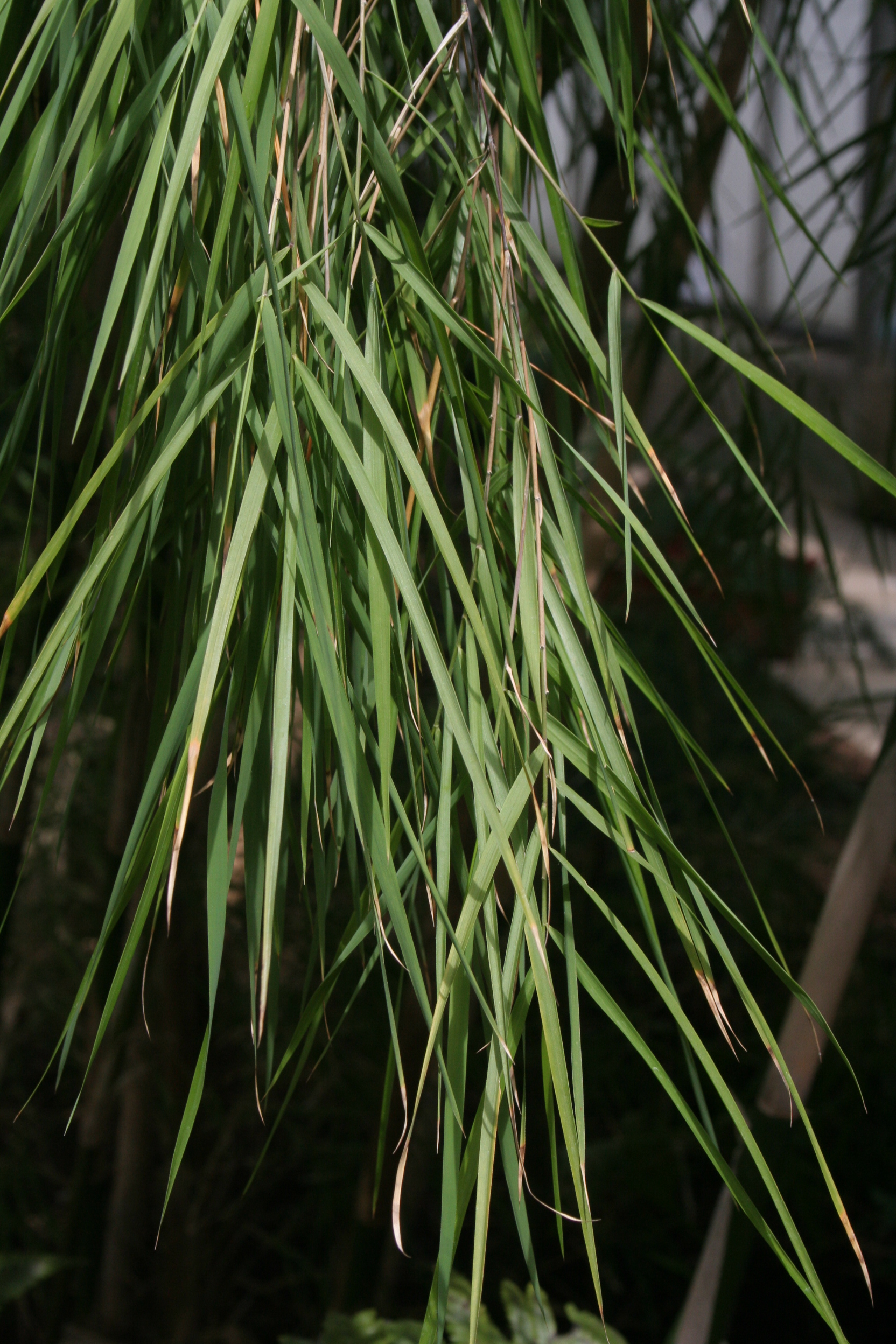
Mexikanischer Trauerbambus (Otatea acuminata)

## Arten und Verbreitung
Die Otatea-Arten stammen aus dem Bergland Mittelamerikas und Mexikos. Folgende Arten sind anerkannt:
- Mexikanischer Trauerbambus (Otatea acuminata (Munro) C.E.Calderón & Soderstr., Syn.: Otatea aztecorum (McClure & E.W.Sm.) C.E.Calderón & Soderstr.): Er ist von Mexiko und Honduras bis Costa Rica verbreitet.[1]
- Otatea carrilloi Ruiz-Sanchez, Sosa & Mejía-Saulés: Sie wurde 2011 aus dem mexikanischen Bundesstaat Chiapas erstbeschrieben.[1]
- Otatea colombiana Ruiz-Sanchez & Londoño: Sie wurde 2017 aus Kolumbien erstbeschrieben.
- Otatea fimbriata Soderstr.: Sie ist von Mexiko bis Honduras verbreitet und kommt in Kolumbien vor.[1]
- Otatea glauca L.G.Clark & G.Cortés: Sie wurde 2004 aus dem mexikanischen Bundesstaat Chiapas erstbeschrieben.[1]
- Otatea nayeeri Ruiz-Sanchez: Sie wurde 2016 aus dem mexikanischen Bundesstaat Nayarit erstbeschrieben.[1]
- Otatea ramirezii Ruiz-Sanchez: Sie wurde 2012 aus dem mexikanischen Bundesstaat Querétaro erstbeschrieben.[1]
- Otatea reynosoana Ruiz-Sanchez & L.G.Clark: Sie wurde 2011 erstbeschrieben und kommt im südwestlichen Mexiko vor.[1]
- Otatea rzedowskiorum Ruiz-Sanchez: Sie wurde 2015 aus dem mexikanischen Bundesstaat Chiapas erstbeschrieben.[1]
- Otatea transvolcanica Ruiz-Sanchez & L.G.Clark: Sie wurde 2011 erstbeschrieben und kommt im zentralen und südwestlichen Mexiko vor.[1]
- Otatea victoriae Ruiz-Sanchez: Sie wurde 2015 aus dem mexikanischen Bundesstaat Hidalgo erstbeschrieben.[1]
- Otatea ximenae Ruiz-Sanchez & L.G.Clark: Sie wurde 2011 aus dem mexikanischen Bundesstaat Oaxaca erstbeschrieben.[1]